# ستانيسلاس أوليفيرا
ستانيسلاس أوليفيرا (بالفرنسية: Stanislas Oliveira)‏ هو لاعب كرة قدم فرنسي في مركز الوسط، ولد في 27 مارس 1988 في Mont-Saint-Aignan ‏ في فرنسا. شارك مع منتخب البرتغال تحت 21 سنة لكرة القدم. أما مع النوادي، فقد لعب مع نادي بولون ونادي ستراسبورغ ونادي سيدان.

## وصلات خارجية
- ستانيسلاس أوليفيرا على موقع قاعدة بيانات كرة القدم.إي يو (الإنجليزية)